# Chim sâu đầu đỏ
Chim sâu đầu đỏ (danh pháp hai phần: Dicaeum trochileum) là một loài chim lá thuộc chi Dicaeum trong họ Chim sâu. Nó là loài đặc hữu của Indonesia. Môi trường sống tự nhiên của nó là rừng đất thấp ẩm cận nhiệt đới hoặc nhiệt đới rừng ngập mặn cận nhiệt đới hoặc nhiệt đới.